# Гольдфарб Тетяна Йосипівна
Гольдфарб Тетяна Йосипівна (27 листопада 1914, Одеса — 17 листопада 1964, Тбілісі) — радянська піаністка і педагог, лауреат міжнародного конкурсу ім. Шопена у Варшаві (1937).

## Біографія

### Ранні роки
Тетяна (Тауба) Гольдфарб народилася в Одесі у єврейській родині. Батько —   Йосип Юхимович (Хаїмович) Гольдфарб був конторським службовцем. Мати —   Єлизавета Львівна (Лея Лейбівна) Зельцер – домогосподарка. У небагатій сім'ї було троє дітей — Тетяна, Іда (1916 р.н.) та Яків (1926 р.н.). Усі діти здобули музичну освіту. Тетяна почала брати уроки у відомого в Одесі педагога Давида Самойловича Айсберга, але 1925 року Айсберг емігрував із СРСР. Точні дані про шкільні роки Тетяни Гольдфарб втрачені. Відомо, що наприкінці 1920-х її було зараховано до класу до класу Берти Михайлівни Рейнгбальд, професора Одеської консерваторії, яку вона закінчила 1932 року.

### Початок творчого шляху
1932 року Рейнгбальд привозить свою студентку до Москви і показує її вже відомому тоді професору Московської консерваторії Генріху Нейгаузу, який рекомендує їй взяти участь у Першому Всесоюзному конкурсі музикантів-виконавців 1933 року. Склад учасників був дуже сильним, і Гольдфарб була відзначена лише дипломом.
Після конкурсу Тетяна Гольдфарб продовжує удосконалювати свою майстерність у Київській консерваторії (1935-1938 рр.) під керівництвом професора Абрама Луфера, лауреата Першого міжнародного конкурсу ім. Шопена (1928). Він одразу оцінив талант та потенціал молодої піаністки та відіграв значну роль у формуванні її індивідуального виконавського стилю. Маючи власний досвід, він підготував її до участі у Третьому міжнародному конкурсі ім. Шопена у Варшаві 1937-го року.

## Перші успіхи та початок концертної діяльності
Конкурс був дуже сильний. До складу журі увійшли відомі музиканти. Гольдфарб здобула 9-ту премію. Виконання конкурсної програми Тетяною Гольдфарб було високо оцінено пресою та музичними критиками, що особливо відзначали динамізм, блискучу техніку, артистичність та яскраву індивідуальність її гри. Вона отримала низку пропозицій виступити з концертами в Європі, однак була порада професора Луфера повернутися до Москви і продовжити заняття тепер уже в Московській консерваторії під керівництвом професора Генріха Нейгауза, який був одним із членів журі конкурсу у Варшаві. Заняття з Г. Г. Нейгаузом були перервані в 1941 з вторгненням німецьких військ на територію СРСР і початком військових дій.
На той час Тетяна Гольдфарб була вже відомою піаністкою, солісткою Московської Державної філармонії. У роки війни Гольдфарб не покинула Москву; разом з іншими артистами вона виступала перед радянськими військами на фронтах військових дій та у військових шпиталях перед пораненими бійцями. У 1945 році в Берліні вона брала участь у концерті, присвяченому закінченню 2-ї Світової війни, на якому були присутні командувачі армій союзників, що перемогли.

### Роки 1945-1964
У повоєнні роки концертна діяльність Тетяни Гольдфарб була дуже активною. Вона щорічно виступала з новими сольними програмами у концертних залах Москви, Ленінграда, Києва, Тбілісі, Риги, Одеси та інших великих міст, гастролювала по всій території СРСР. Улюбленим та найближчим її таланту композитором протягом усього творчого шляху піаністки залишався Фредерік Шопен.
Проте діапазон сольних програм Тетяни Гольдфарб був дуже широким — вони включали, серед інших творів, сонати Бетхована та етюди Ліста, фантазію Шуберта «Скиталець» та мініатюри Брамса, «Карнавал» Шумана та сучасну фортепіанну літературу, твори радянських — російських, грузинських композиторів
Гольфарб виступала з найкращими оркестрами країни. У програми симфонічних концертів з її участю входили фортепіанні концерти Чайковського, Ліста, Бетховена, Шопена, Гріг та інші відомі твори симфонічної музики фортепіанної. До цього ж періоду належить творча співпраця Гольдфарб із відомими радянськими диригентами — С. Самосудом, Є. Мравінським, А. Янсонсом, К. Зандерлінгом та іншими. Багато симфонічних і сольних програм були записані під час концертів або в студіях і транслювалися в музичних програмах радянського радіо.

### Спадщина
1958 року Тетяна Гольдфарб розпочинає викладацьку діяльність у Тбіліській консерваторі.
Гольдфарб поєднувала викладання з кар'єрою піаністки, що концертує, продовжуючи виступати з сольними та симфонічними концертами в Москві та інших містах. Вона також виступала у Тбілісі із сольними програмами та з Державним Симфонічним оркестром Грузинської РСР у співпраці з його головним диригентом Одіссеєм Димитріаді.
Виконавчу та викладацьку кар'єру Тетяну Гольдфарб було перервано раптовою смертю після короткої хвороби — вона померла від алергічного шоку в Тбілісі у віці 49 років.
Похована в Москві на Новодівичому цвинтарі.

## Родина
Перший чоловік —  Мойсей Грінберг (1904-1968), музикознавець, відомий організатор музичного життя Москви, з 1953 по 1968 роки. художній керівник Московської державної філармонії.
Дочка — Марія Мойсіївна Грінберг, журналістка (нар. 1939)
Другий чоловік —  Олександр Чиджавадзе (1917 - ?), Віолончеліст, професор Тбіліської Державної консерваторії.